# Right Here Waiting
Right Here Waiting is een nummer van de Amerikaanse zanger-muzikant Richard Marx. Het is de tweede single van zijn tweede studioalbum Repeat Offender uit 1989. Op 29 juni dat jaar werd het nummer eerst in de VS en Canada op single uitgebracht en op 7 juli volgden Europa, Australië en Nieuw-Zeeland.

## Achtergrond
Richard Marx schreef het nummer eind 1988 voor zijn toenmalige vrouw, de actrice Cynthia Rhodes. Zij was drie maanden in Zuid-Afrika voor een film, terwijl Marx in de VS was. Marx miste haar ontzettend en besloot zijn gevoelens om te zetten in een gevoelig liefdeslied. Dat werd "Right Here Waiting". Marx zette het nummer op een cassettebandje en wilde het aanvankelijk naar Rhodes opsturen, maar hij besloot om daar toch nog maar even mee te wachten. Hij wil het ook niet op zijn aankomende nieuwe album zetten, omdat hij het te persoonlijk vond en omdat het album al een ballade had. Later krijgt Marx bezoek van een vriend. Terwijl ze met elkaar praten, wil Marx een muziekje opzetten. Per ongeluk zet hij het bandje op waar "Right Here Waiting" opstaat. Marx wil het bandje uitzetten en een andere opzetten, maar Marx' vriend is nieuwsgierig en wil verder luisteren. Hij zegt "Right Here Waiting" goed te vinden, en dat Marx het toch op zijn album moet zetten. Marx besluit hierop om het numner niet naar Rhodes te sturen, maar naar de platenmaatschappij.
"Right Here Waiting" werd een wereldwijde hit, en haalde onder meer in Marx' thuisland de VS de nummer 1-positie in de Billboard Hot 100. In Canada, Australië, Nieuw-Zeeland en Ierland werd eveneens de numner 1-positie behaald. In Frankrijk de 19e, Spanje de 17e, Portugal de 2e, Zweden de 7e, Duitsland de 12e, Oostenrijk de 19e, Zwitserland de 6e en in het Verenigd Koninkrijk de 2e positie in de UK Singles Chart. 
In Nederland was de plaat op donderdag 14 september 1989 TROS Paradeplaat op de befaamde TROS donderdag op Radio 3 en werd een grote hit in de destijds twee landelijke hitlijsten op de nationale publieke popzender. De plaat bereikte de 4e positie in de Nationale Hitparade Top 100 en de 3e positie in de Nederlandse Top 40.
In België bereikte de plaat eveneens de 3e positie in zowel de voorloper van de Vlaamse Ultratop 50 als de Vlaamse Radio 2 Top 30. In Wallonië werd géén notering behaald.
De plaat is later gesampled door Joost Klein in zijn nummer ''Luchtballon''.
In de sinds december 1999 jaarlijks uitgezonden NPO Radio 2 Top 2000 van de Nederlandse publieke radiozender NPO Radio 2 stond de plaatbtot nu toe uitsluitend van 1999 t/m 2001 en in 2003 in de lijst genoteerd, met als hoogste notering een 770e positie in 1999.

## NPO Radio 2 Top 2000
| Nummer met noteringen in de NPO Radio 2 Top 2000 | '99 | '00  | '01  | '02 | '03  |
| ------------------------------------------------ | --- | ---- | ---- | --- | ---- |
| Right Here Waiting                               | 770 | 1187 | 1577 | -   | 1981 |

1. ↑  Een '-' betekent dat het nummer niet was genoteerd en een vetgedrukt getal geeft de hoogste notering aan.
2. ↑  Deze tabel is bijgewerkt tot en met de laatste editie (2024).